# 倉掛英彰
倉掛 英彰（くらかけ ひであき、1960年 - ）は、1986年ロックバンドNEW DOBBとしてテイチクレコードからデビューした日本のロックアーティスト。北九州市若松区出身。

## WORKS
ボーカル、ギター、作曲、ラジオDJ、MC、映像作家、グラフィックデザイナー等マルチクリエイター。

## 生まれ〜高校生
通称HIDE。1960年北九州市若松区に誕生。浜町小学校、星陵中学校出身。中学1年の時に2つ上の兄Dobbの影響でギターを手にする。中学2年でDobb、同級生らとロックバンドNEW DOBBを結成。若松区にある高塔山野外音楽堂で、隣の向洋中学校出身「バラ族」（後のザ・ルースターズ）らとともに、練習に明け暮れると同時に、若松体育館小ホールでコンサート等を自主企画するなどの活動で腕を磨く。
2つ上のベーシストだった先輩が髪を長く伸ばしていたことに憧れ、バンドの盛んだった北九州市八幡東区にある進学校、八幡高等学校へ入学。高校1年の夏に、戸畑市民会館で開催されたコンテスト「北九州市民音楽祭」にて、グランプリを獲得。演奏曲はギターインストナンバージェフ・ベック「哀しみの恋人達」。会場が静まりかえるほどの好演で市内の音楽関係者に注目される。
その年の暮れに、「バラ族」ボーカル井上ひろし（エロ）から声がかかり、サポートギターとして翌年1月、門司文化会館でのサンハウス等が出演するコンサートに「バラ族」として参加。メンバーはVo.エロ、G.大江慎也、B.おしょう、Dr.池畑潤二、そしてG.倉掛英彰（HIDE）。その時、帰りの門司港駅で鮎川 誠と出会う。その日をきっかけに、当時若松区に住む鮎川 誠、シーナ夫妻との親交がはじまり、練習場でもあった高塔山野外音楽堂での多くのエピソードが誕生する。
エロからの正式オファーを丁重にことわり、自身のバンド「NEW DOBB」の活動に戻ったHIDEは、高校2年の夏、北九州市民音楽祭にて2年連続のグランプリ。1977年10月に能古島アイランドパークで開催された、ヤマハ主催の全九州におけるコンテスト「L-MOTION ROCK」でも本選大会でグランプリを獲得。演奏曲はウィッシュボーン・アッシュのカバー曲「Runaway」と、HIDE作曲の「With a true heart」。いずれも長いギターソロがメインの楽曲で、審査員の竹田和夫（クリエイション）、洪 栄龍らに認められ上京を勧められるも、当時まだ高校2年生ということで両親からの猛反対もあり断念。プロミュージシャンの夢は、ひとまずの大学進学後に考えることとなる。

## 大学生時代
実家より60km以上離れた福岡市にある福岡大学法学部経営法学科へと進学するも、バンド活動のため下宿はせずに通学を選んだがあまりにも時間がかかるため、ほとんど出席せず北九州でのバンド活動に夢中となる。時代はハードロックからパンクロック全盛へ、NEW DOBBもブリティッシュ・ビートの楽曲メインとなり、ファッションもパンクヘアーにモッススーツ。次第にギターソロを弾く機会も少なくなくなり、ボーカル中心のニューウェーブスタイルが定着する。
テレビ西日本での人気番組「エルモーション・ラグ」へ出演。FM福岡「ライブ エキスプロージョン」、伝説のジャンピングジャムへの出演、「'80s FACTORY」等への出演をきっかけに、再び地元での頭角を現し始めた1980年、後の「高塔山ジャム」の原型として語られる「ライブ イン ワカマツ」をニュードブ・カンパニーとして制作。地元若松初凱旋のシーナ＆ロケッツを始め、メジャーデビュー初凱旋の「ザ・ルースターズ」出演等の話題性もあり、若松体育館大ホールで1500人を集めての大成功。鮎川 誠の紹介もあり、複数回の東京ライブツアーへと出るなど、ますます地元での地位を固めたかに思われた直後の1983年4月15日、自営業だった父親が死去。兄Dobbとのバンド活動でもあったことで、1年間の活動を休止せざるを得ない状況に陥る。

## 第二期NEW DOBB
1984年、Dobbの脱退とともにメンバー再編。HIDEがリーダーとなる第二期「NEW DOBB」活動開始。キーボードを取り入れた80年代ニューウェーブサウンドへと変化していき、活動も北九州市と福岡市を頻繁に行き来するようになり、当時の音楽雑誌「Blue Jug」、地元タウン誌『おいらの街』等へ多く掲載されるようになった1985年10月、3度目となる北九州市民音楽祭グランプリをきっかけに、地元での人気に火が付き、当時ホームグランドだったライブハウス「Hard Days Night」に多くの人が詰めかけ、ホール展開へと成長していく。直後の北九州貿易開館ホールでは400人を集客することで、いよいよ東京進出に決意を固めたと同時に、レコード会社数社からのオファーも聞こえてきた。
当時、チューリップや甲斐バンド等を輩出したKBCラジオ「歌え若者」への出演をきっかけに、カリスマディレクターとして有名だった岸川 均に注目され、同キー局「フレッシュ サウンド コンテスト」へ参加。長崎公会堂での九州大会へと駒を進めるも、惜しくも無冠。グランプリは地元長崎の「横道坊主」。ただ、演奏直後に予期せぬスタンディング・オベーションが起こり、後に長崎ファンクラブができるほどの好演であった。また、横道坊主とも意気投合することで、直後に数回、長崎と北九州でのツーマンライブを行っている。
同年、キティレコード・オーデションに参加するがグランプリは福岡市のTHE KIDS。それをきっかけに、福岡市で人気バンドだったTHE KIDS、ヒートウェーブ、モードメーカーらと親交を深める。

## メジャーデビュー
そしていよいよ1986年、テイチクレコード・コンチネンタル・レーベルより、不二家とのCMタイアップでメジャーデビュー。シングル『パラレルワールド』4/21、アルバム『Totem Pole』7/21発表。同時に北九州のライブハウスin & outでの2日間ライブにて凱旋。伝説の2006年、福岡スポーツセンター「ジャンピング ジャム」出演。さらに12インチシングル『Play to the beat』を発表し、渋谷eggman、新宿ロフトを中心に徐々に人気を集め、全国ツアーへと活動を延ばすも1987年に惜しまれつつ解散。

## 東京時代
その後THE NO-NAME～THE GRYDERとして継続したバンド活動の中、1988年吉祥寺にてライブハウス「J・J・TIC」の立ち上げに関わった直後、ミーナ（ミーナ＆ザ・グライダー）と結婚。作曲家として沢田研二らに楽曲提供。シーナ&ザ・ロケッツ主宰イベント『Red Rokkets Show』への出演や、赤と黒を率いた岩口タカ&クリープショウへの参加で、内田裕也主宰『ニューイヤーロックフェスティバル』出演などの精力的な活動他、東京小金井にある宮地楽器でのギター講師を務めながら、1994年、Macを手に入れたことでクリエイターとしての活動を開始。1998年、制作プロダクションとして有限会社グライダーオフィスを創業。

## 帰郷
2003年、地元北九州crossfmでの番組「Dobbのロック塾」を制作のためにミーナ他2人の娘とともに帰郷。後続番組「DO! ROCK」にてナビゲーターデビュー。また、翌年の2004年から2010年まで北九州市若松区高塔山野外音楽堂で「高塔山ジャム」を実行委員として開催。2005年より単独の実行委員長としての自社（有）グライダーオフィス（代表 倉掛英彰）が運営。2009年8月、JR小倉駅前に『T-Jam cafe & beer』というフェス名でのライブバーを（有）グライダーオフィスとして開店。
毎年の赤字フェスであったことから、2010年に開催資金及び店舗運営資金がショート、店舗は譲渡し、フェス実行委員会からも離脱した。

## GRYDER時代
他、ミネハハ等への楽曲提供、地元北九州市小倉北区魚町銀天街の総務省認可 ユビキタスモール事業でのイメージソング『Ubiquitous』や複数のゲームミュージック制作等活動後の2012年、アーティスト名を『Gryder』（グライダー）として同年6月、ミニアルバム『HOT ACTION!』をリリース。

## MEENA & THE GRYDER始動
2012年、ミーナをボーカルに、ユニット『MEENA & THE GRYDER（ミーナ＆ザ・グライダー）』を結成。元『なしか』のフクヤマワタル（ベース）らをサポートメンバーに活動開始。
2014年、株式会社アップル不動産テレビCMにて楽曲「ICE COFFEE SMALL ONE」とともに出演。
2015年、東京福生UZU、渋谷Take off 7、eggman、南青山レッドシューズ「豚骨ロック」等へのツアーを精力的に展開。故郷若松をイメージしたシングル「赤くぬれ！」を発表。メジャーダウンロードサイトでの配信を開始。小倉駅前ビジョン グラーンライザ北九州にて5分間の音楽情報番組「北九ロック」開始。
2016年FM KITAQとAir Station HIBIKIの2局ネットでラジオ番組「北九ロック REAL RADIO」制作＆ナビゲート開始。
2017年5月には、飯塚オートレース場によるイメージソング「AUTO RACE」を発表。オートレース のテレビCMや中継放送でのパワープレイ曲に選ばれ話題となり、7月ミーナ＆ザ・グライダー1 stアルバム「LOVE FOR YOU」を発表。
2018年2月、長く使用されていた故平尾昌晃制作の飯塚オートレース場出走ファンファーレ後続曲として使用された。
2018年12月31日、映画『ボヘミアン・ラプソディー』でのブライアン・メイ＆ロジャー・テイラーで制作された21Century foxのタイトルファンファーレに触発され、担当するFM番組『北九ロック REAL RADIO』内で制作した『HIDE's Fanfare』が、飯塚オートレース場2018年最終レース『東スポWeb×オッズパーク杯深夜のダイヤモンド 年末決戦』決勝で、オートレース 史上初のギターによるファンファーレとして採用された。
さらにシーナ＆ロケッツ、大江慎也、ロックンロール・ジプシーズ、夏木マリ、ダイアモンド☆ユカイ＆織田哲郎の「ROLL-B DINOSAUR」、ROLLY、元UP-BEAT、MORE THE MAN、横道坊主、VooDoo Hawaiiansなど、多くの有名バンドを招聘した「高塔山ロックフェス」を総合プロデューサーとして構築。また、高校生軽音楽部連盟北九州支部とも連携し、地元高校生軽音楽部、地元大学軽音サークルバンドをオープニング アクトとして起用するなど、「北九州から全国へ」をコンセプトに「北九ロック」を提唱し、地元音楽文化振興への力を注いでいる。
また、2018年からは、食フェス『高塔山フードフェス』も同時にプロデュース。『キタキュウマン』をサポーターとし、8,000人を集めるフェスへと育てる事に成功。

## ラジオ パーソナリティー
2009年10月、crossfm「DO! ROCK」よりナビゲータデビュー
2016年7月、FM KITAQ『北九ロック REAL RADIO』
2018年4月、福岡天神 コミテン『PL-STYLE RADIO』
2019年4月、福岡天神 コミテン『全国酒場商会』
2020年1月、福岡天神 コミテン『テヅカノトリセツ』
2021年1月、LOVE FM『ミーナ＆ザ・グライダーのSUNNY DAY SPECIAL』ー晴れた日の高塔山でー
2022年8月、LOVE FM『大江慎也のSweet Rock Conversation』

## ディスコグラフィ

### シングル
1. パラレルワールド／ワーストシネマ （1986年4月）NEW DOBB
2. 赤くぬれ！／Don't Stop You （2014年5月）MEENA & THE GRYDER

### アルバム
1. Totem Pole（1986年4月21日）NEW DOBB
2. Play to the beat（1987年3月21日）NEW DOBB
3. HOT ACTION!（2012年6月28日）GRYDER
4. LOVE FOR YOU （2017年7月20日）MEENA & THE GRYDER
5. CHANCE （2019年7月20日）MEENA & THE GRYDER

### 編集盤
1. Early to Late （2000年8月）

### プロデュース盤
1. ココロと感情〜永遠のライバル / Kazufumi （2008年4月）
2. GANK BLEW / Yosuke TSUJI （2017年12月）
3. Saptaratna / Yosuke TSUJI （2018年10月）

### 主な楽曲提供
1. テキーラ・サンセット / 沢田研二 『PANORAMA』（1991年6月）
2. お茶犬 新体操 / セガトイズ（2007年）※アーケードゲーム
3. Song For HIMAWARI / ミネハハ（2007年8月）
4. 豊漁（サウンド） / 北電子（2008年）※パチスロ機
5. 電撃学園RPG Cross of Venus（サウンド）/ アスキー・メディアワークス（2009年3月）
6. Ubiquitous / 魚町銀天街 （2010年3月）
7. クラクション一発 / ZEEZZ（2010年）
8. 関門海峡EXPOテーマ （2012年11月）
9. HAPPY KITAKYUSHU / クロフネマン・プロジェクト（2014年8月）
10. AUTO RACE （ミーナ＆ザ・グライダー）/ 飯塚オートレース場（2017年3月）
11. 高塔山ロックフェス（KITAKYU ROCK / ミーナ＆ザ・グライダー）（2017年9月）
12. オートレース出走ファンファーレ / 飯塚オートレース場（2018年2月）
13. オートレース出走ギターファンファーレ / 飯塚オートレース場（2018年12月）
14. 高塔山フードフェス（ジ・オ・ラ・マ / ミーナ＆ザ・グライダー）（2018年9月）